# Rájovčík
Parosphromenus (v české literatuře označován jako rájovčík nebo nejednoznačně jako rájovec) je rod labyrintních paprskoploutvých ryb z čeledi guramovití (Osphronemidae). Jedná se o drobné (2,5–6 cm) pestrobarevné ryby obývající černé pralesní vody jihovýchodní Asie. Jsou ohroženy destrukcí pralesních biotopů.

## Taxonomie
Typovým druhem rodu je Osphromenus deissneri Bleeker, 1859. Vědecky popsáno je v současnosti 18 platných druhů:
- Parosphromenus alfredi Kottelat & Ng, 2005
- Parosphromenus allani Brown, 1987
- Parosphromenus anjunganensis Kottelat, 1991
- Parosphromenus bintan Kottelat & Ng, 1998
- Parosphromenus deissneri (Bleeker, 1859)
- Parosphromenus filamentosus Vierke, 1981
- Parosphromenus harveyi Brown, 1987
- Parosphromenus linkei Kottelat, 1991
- Parosphromenus nagyi Schaller, 1985
- Parosphromenus opallios Kottelat & Ng, 2005
- Parosphromenus ornaticauda Kottelat, 1991
- Parosphromenus pahuensis Kottelat & Ng, 2005
- Parosphromenus paludicola Tweedie, 1952
- Parosphromenus parvulus Vierke, 1979
- Parosphromenus quindecim Kottelat & Ng, 2005
- Parosphromenus rubrimontis Kottelat & Ng, 2005
- Parosphromenus sumatranus Klausewitz, 1955
- Parosphromenus tweediei Kottelat & Ng, 2005

Skutečný počet druhů je však pravděpodobně větší. Členové mezinárodní labyrintkářské asociace IGL na podzim roku 2008 napočítali 64 odlišných přírodních forem, z nichž 50 chovali členové ve svých akváriích.

### Členění rodu do skupin
Rod Parosphromenus je z praktických důvodů chovateli nadále členěn do neformálních skupin. IGL, mezinárodní asociace chovatelů labyrintních ryb, publikovala následující členění rodu:
- Skupina A – drobné a štíhlé druhy: P. parvulus, P. ornaticauda
- Skupina B – přechod mezi skupinami A a C: P. sumatranus
- Skupina C – druhy se zakulacenými ploutvemi:
  - Podskupina C1 P. nagyi
  - Podskupina C2 P. alfredi, P. bintan, P. harveyi, P. opallios, P. rubrimontis, P. tweediei,
  - Podskupina C3: P. anjunganensis
  - Podskupina C4 – druhy s jednobarevnými ploutvemi: P. allani
- Skupina D – druhy s koncentrickým pruhováním ploutví podobným skupině C2, ale se špičatými ploutvemi: P. filamentosus, P. deissneri
- Skupina E – : P. linkei, P. pahuensis
- Skupina F – : P. quindecim
- Skupina G – : P. paludicola

## Chov v akváriu
Ryby rodu Parosphromenus vyžadují kvalitní, velmi měkkou a kyselou vodu. Uhličitanová tvrdost by neměla překročit 2 °dKH a konduktivita by neměla překročit 60 μS·cm−1. Hodnota pH by měla být mezi 4–6,5, s tím, že některé druhy vyžadují hodnoty v kyselejší části rozsahu. Akvárium nemusí být velké, jednomu nebo dvěma párům stačí akvárium o objemu 25–40 litrů. Nádrž by měla být jen tlumeně osvětlená, zadní a boční stěny zatemněné a hladina by měla být zarostlá vodními rostlinami. Na dno nádrže je vhodné umístit několik dubových nebo bukových listů a jeden list mandlovníku mořského (Terminalia catappa).

### Potrava
Ryby rodu Parosphromenus většinou přijímají pouze živé krmivo. Výborným krmivem jsou černé komáří larvy (Culex) nebo plankton nalovený v přírodě, lze je ale krmit i podomácku produkovaným krmivem jako jsou nauplie žábronožek solných nebo roupice grindal. Ke krmení se nehodí octomilky, neboť ryby nejsou zvyklé přijímat potravu z hladiny. Krmení nítěnkami nebo patentkami může vést k bakteriálním infekcím, a proto se nedoporučuje.